# Oceano da Cruz
Oceano Andrade da Cruz (São Vicente, Cabo Verde, 29 de Julho de 1962) é um antigo futebolista português nascido em Cabo Verde, que jogava na posição de meio-campo, sendo considerado um dos grandes centro-campistas portugueses nas décadas de 80 e de 90.
A sua família imigrou de Cabo Verde para Portugal quando ele era uma criança.
É pai da apresentadora da SIC, Fabiana Cruz. 
Teve um longo namoro com a atriz Marina Mota.

## Carreira
Começou no Almada Atlético Clube, antes de se mudar para o Nacional da Madeira, onde teve boas atuações e boa força física, sendo mais tarde contratado pelo Sporting.
Foi jogador do Sporting nas épocas de 1982/1983 a 1989/1990, e de 1994/1995 a 1997/1998, onde se mostrou ser um jogador concentrado e muito constante, apesar de nunca ter ganho um campeonato. ganhou a taça de Portugal na época de 1994/1995. Depois mudou-se para o campeonato espanhol, alinhando pela Real Sociedad de 1990/1991 a 1993/1994, sendo um dos melhores jogadores da Liga Espanhola.
Jogou 54 vezes pela Seleção Portuguesa de Futebol, marcando 8 gols desde a sua estreia (a 30 de Janeiro de 1985 num jogo frente à Romênia de onde saiu derrotado por 2-3) até à sua última partida em 22 de Abril de 1998 (num jogo frente à Inglaterra de onde que saiu derrotado por 0-3). Contudo, a sua presença habitual na seleção foi só atingida na década de 1990, sendo um jogador fundamental no Campeonato Europeu de Futebol de 1996, onde Portugal chegou até as quartas de final, perdendo para a República Tcheca 0-1. Esteve presente igualmente nas qualificações para o Campeonato do Mundo de 1998, o qual Portugal falhou.
Depois de deixar o Sporting, passou o final da época de 1998/1999 no Toulouse FC, onde terminou a sua carreira com 36 anos.
Oceano pertenceu aos quadros da Federação Portuguesa de Futebol, assumindo o cargo de seleccionador nacional de Sub-21 em 2009.
A 5 de Outubro de 2012, o conselho de administração do Sporting Clube de Portugal anunciou que Oceano Cruz substituiria interinamente o treinador Ricardo Sá Pinto, despedido depois de uma sucessão de maus jogos, enquanto não fosse escolhido um novo treinador. A 24 de Outubro de 2012, a escolha recaiu sobre Franky Vercauteren, dessa forma terminando o curto período de Oceano à frente do Sporting.